# Cantó de Le Bourget
El cantó de Le Bourget és un antic cantó francès del departament de Sena Saint-Denis, que estava situat al districte de Bobigny. Comptava amb 3 municipis i el cap era Le Bourget. Va desaparèixer al 2015.

## Municipis
- Drancy (part)
- Dugny
- Le Bourget

## Història
| Data d'elecció                           | Identitat               | Partit           | Qualitat |
| ---------------------------------------- | ----------------------- | ---------------- | -------- |
| 1967-2001                                | Jacques Gonzalez        | PCF              |          |
| 2001-2003                                | Jean-Christophe Lagarde | UDF              |          |
| 2003-2011                                | Vincent Capo-Canellas   | UDF, després NC  |          |
| 2011-                                    | Élisa Carcillo          | UMP, després UDI |          |
| les dades anteriors no són pas conegudes |                         |                  |          |
|                                          |                         |                  |          |

## Demografia
| A partir de 1990: Població sense dobles comptes |